# Оберхоф
Оберхоф (нем. Oberhof) — город в Германии, в земле Тюрингия.
Входит в состав района Шмалькальден-Майнинген. Население составляет 1530 человек (на 31 декабря 2010 года). Занимает площадь 23,47 км². Официальный код — 16 0 66 047.
Оберхоф является центром зимнего спорта (прыжковые трамплины, бобслейная трасса, лыжный стадион и т.д.). Оберхоф был центральной базой подготовки олимпийской сборной ГДР. На биатлонном стадионе DKB-Ski-Arena ежегодно (с 1984 года) проводятся этапы Кубка мира по биатлону, здесь прошёл чемпионат мира по биатлону в 2014 и 2023 годах. В 2016 году этап Кубка мира не состоялся из-за тёплой погоды и отсутствия снега.

## Этимология
Оберхоф в переводе с немецкого «Oberer Hof» означает «высокий постоялый двор».

## Города-побратимы
Города-побратимы Оберхофа:
- Бад-Нойштадт-на-Заале (Германия)
- Винтерберг (Германия)
- Лиллехаммер (Норвегия)

## Галерея

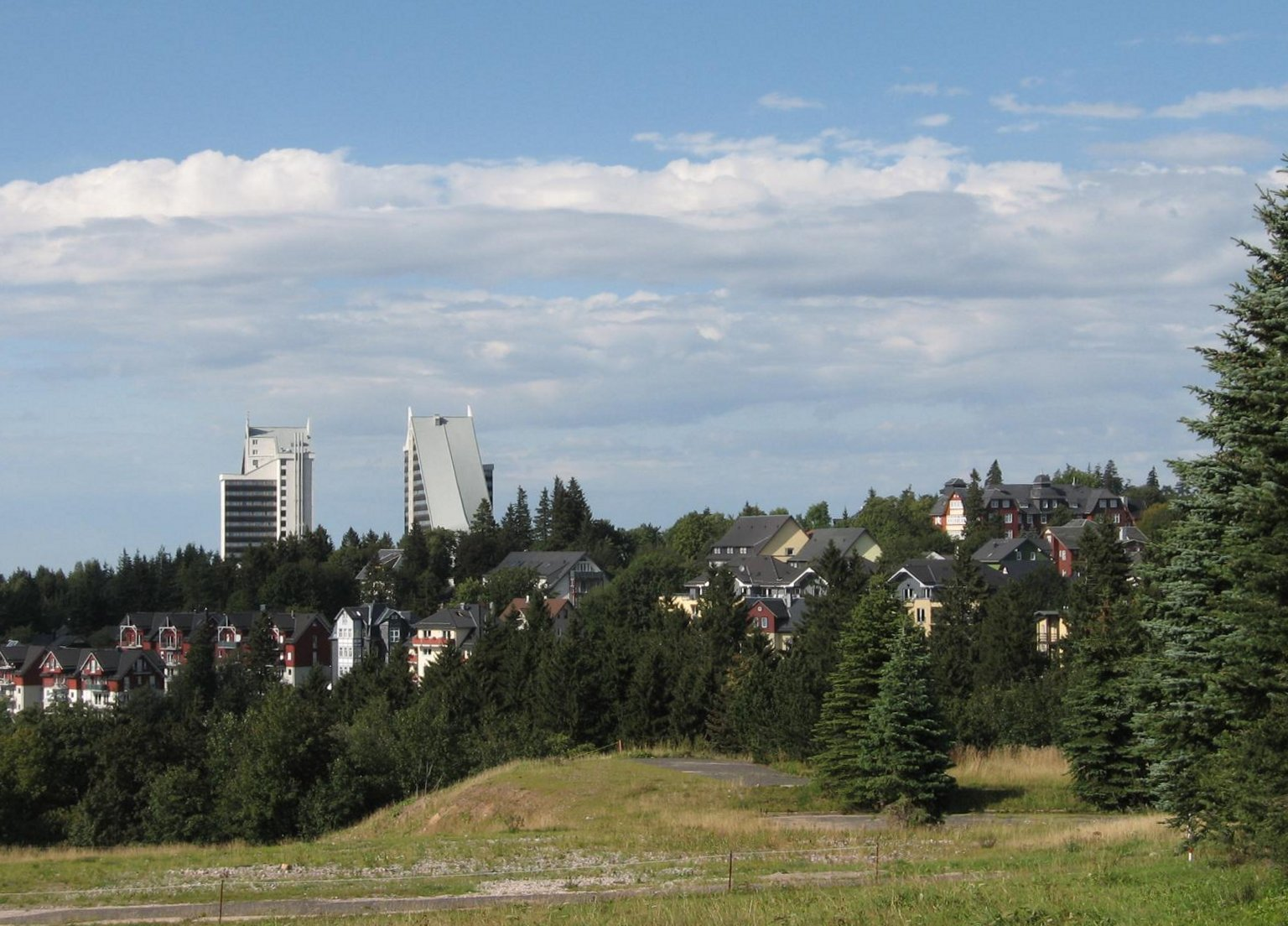
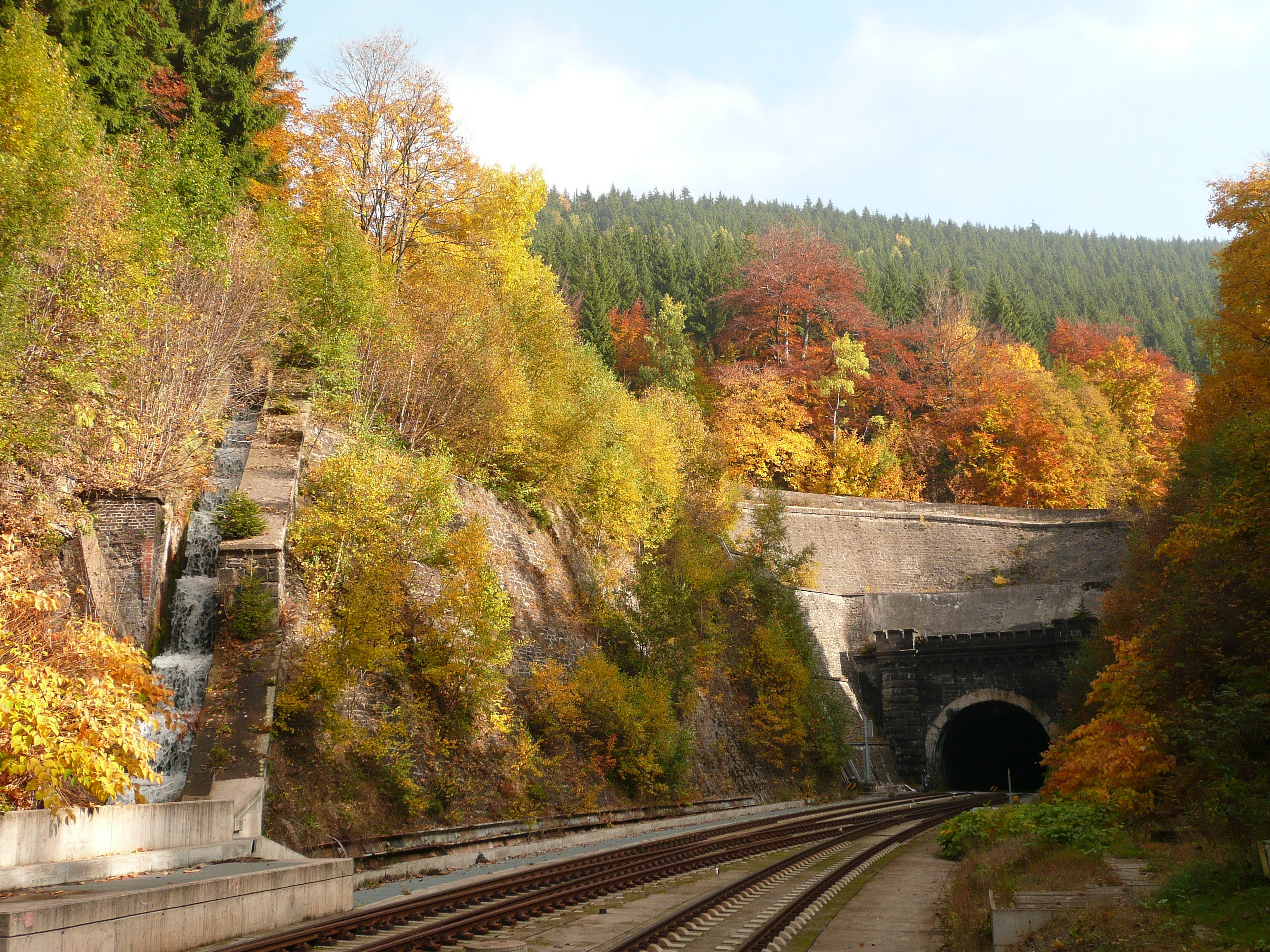
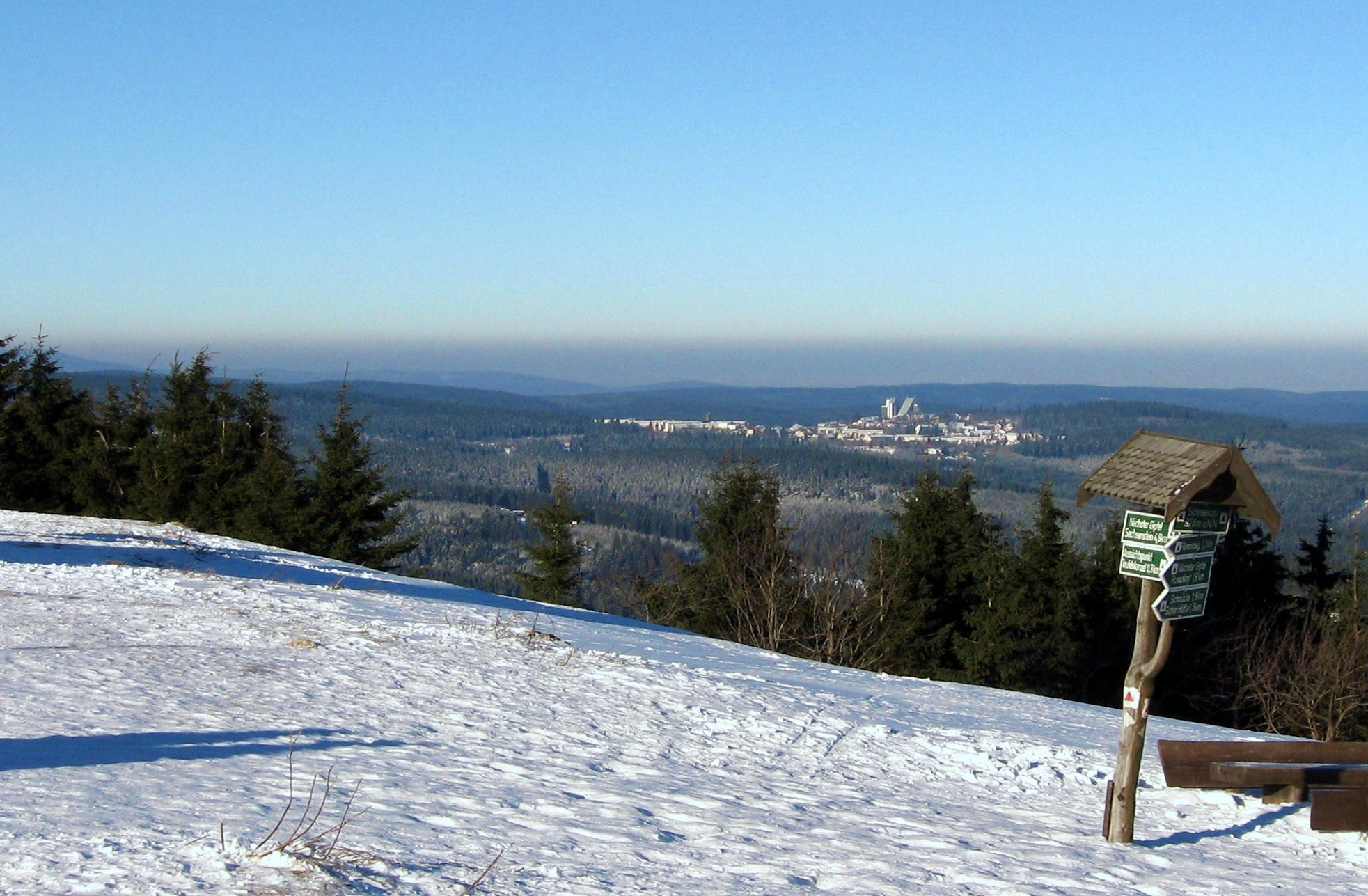
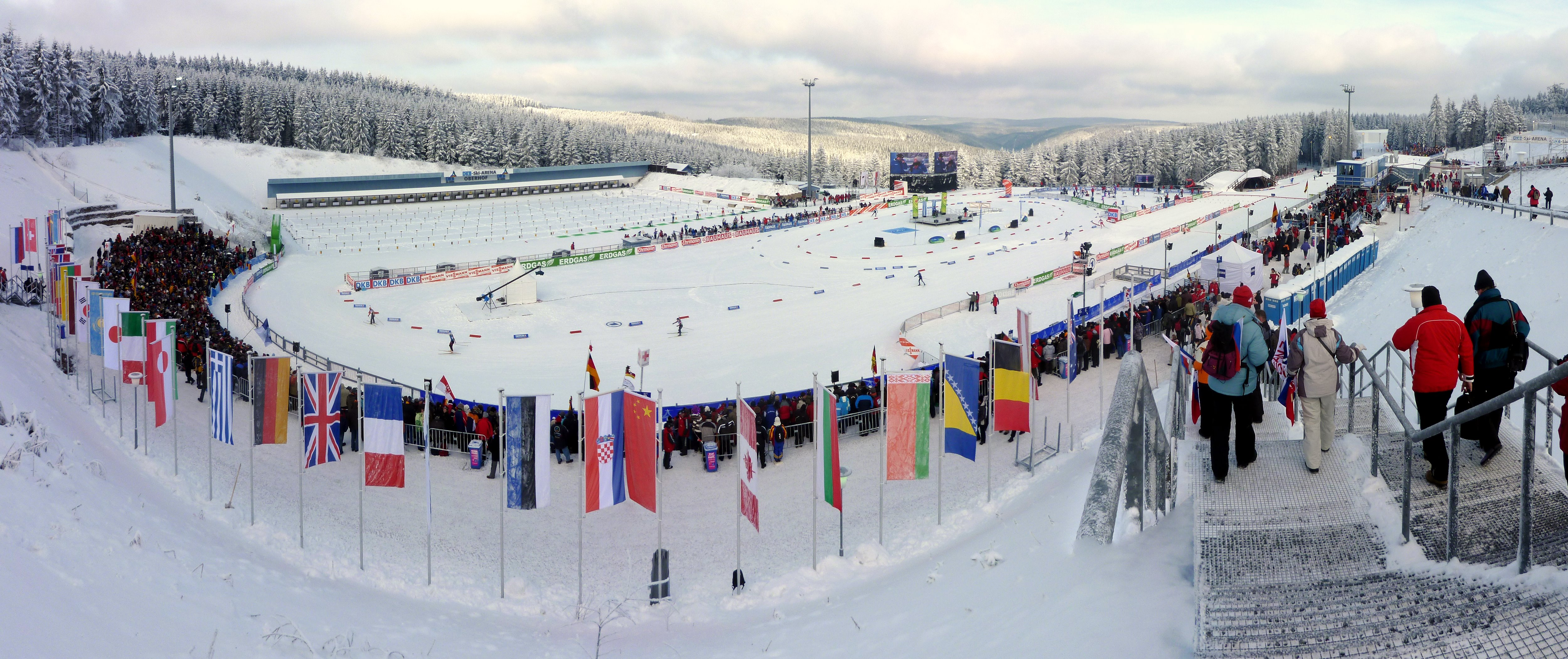